# Parapionosyllis papillosa
Parapionosyllis papillosa är en ringmaskart som först beskrevs av Pierantoni 1903.  Parapionosyllis papillosa ingår i släktet Parapionosyllis och familjen Syllidae. Inga underarter finns listade i Catalogue of Life.